# Портнов (село)
 Портнов  — село в Октябрьском районе Оренбургской области. Входит в состав Уранбашского сельсовета.

## География
Находится на расстоянии примерно 40 километров по прямой на запад-юго-запад от села Октябрьского, административного центра района.

## Население
Постоянное население составляло 116 человек в 2002 году (русские 79%), 70 по переписи 2010 года.